# Joachim Christoph von der Lühe
Joachim Christoph von der Lühe (* 18. Dezember 1696 auf Gut Schulenberg bei Marlow; † 23. September 1756 in Haderslev) war ein königlich dänischer Amtmann.
Seine Eltern waren Jakob Friedrich von der Lühe aus dem Haus Schulenberg in Mecklenburg und Anna Fredrike von Bibow. Auch seine Brüder Adolph Andreas und Hartnack Otto waren dänische Amtsmänner.
Er ging 1726 in dänische Hofdienste und wurde Kammerjunker der Kronprinzessin. 1734 wurde er Hofmeister Sophie Karoline Gräfin von Ostfriesland, einer Schwester der dänischen Königin Sophie Magdalene. 1738 erhielt er den Danebrog-Orden.
1740 wurde er zum Amtmann in Haderslev ernannt, 1752 wurde er es auch in Aabenraa und im Amt Løgumkloster. Er starb unverheiratet am 23. September 1756 in Haderslev.